# Groupe de NGC 5218
Le groupe de NGC 5218 est un trio de galaxies situé dans la constellation de la Grande Ourse. La distance moyenne entre ce groupe et la Voie lactée est d'environ 45,0 Mpc (∼147 millions d'al). 

## Membres
Le tableau ci-dessous liste les trois galaxies du groupe indiquées dans l'article de A.M. Garcia paru en 1993.
| Nom      | Class.      | Type           | α (J2000.0)   | δ (J2000.0) | Vitesse radiale (km/s) | m    | Distance (Mpc) | Diamètre (kal) |
| -------- | ----------- | -------------- | ------------- | ----------- | ---------------------- | ---- | -------------- | -------------- |
| NGC 5216 | E3? pec     | Elliptique     | 13h 32m 06.9s | 62° 42′ 03″ | 2924 ± 2               | 12,6 | 44,6 ± 3,1     | 186            |
| NGC 5218 | SB(s)b? pec | Spirale barrée | 13h 32m 10.4s | 62° 46′ 04″ | 2846 ± 2               | 12,3 | 43,4 ± 3,0     | 104            |
| UGC 8571 | Sc(f)       | Spirale        | 13h 34m 41.6s | 62° 59′ 36″ | 3082 ± 1               | 13,3 | 47,0 ± 3,3     | 60             |

Le site DeepskyLog permet de trouver aisément les constellations des galaxies mentionnées dans ce tableau ou si elles ne s'y trouvent pas, l'outil du site constellation permet de le faire à l'aide des coordonnées de la galaxie. Sauf indication contraire, les données proviennent du site NASA/IPAC. 